# Abstenționism
Prin abstenționism se înțelege:
- 1. O abținere ostentativă de la exercitarea dreptului de vot.

Acest articol conține text din Dicționarul enciclopedic român (1962-1966), aflat acum în domeniul public.
- 2. O doctrină care susține această atitudine.[1]

Uneori, abstenționismul reprezintă un „vot de blam”, o dovadă de nemulțumire la adresa guvernării.
Motivele abținerii de la vot pot să fie diferite:
- intenția de a nu recunoaște legitimitatea statului sau a unui regim, ca în cazul alegerilor sau a plebiscitelor organizate de statele dictatoriale sau totalitare;
- expresia neîncrederii față de sistemul politic în vigoare;
- dovada unui nivel de cultură politică scăzut al unor anumitor straturi sociale;
- refuzul de a participa la alegeri din convingeri de ordin politic, prevalând atitudinea negativă a electoratului față de toți candidații la alegeri.

Abstenționismul a fost utilizat de naționaliștii cehi și unguri în Consiliul Imperial (Austria) în anii 1860. A fost o formă de protest a maselor împotriva dominației și exploatării capitaliste precum și de manifestare a neîncrederii în parlamentele burgheze.

## Votul alb
Votul alb (pe care nu s-a aplicat ștampila, spre deosebire de votul „nul” în care s-a aplicat ștampila în mod eronat) este considerat la jumătatea drumului între abstenționism și participare la vot, fiind numit și  abstenționism activ (spre deosebire de cel pasiv, care se manifestă prin neprezentare). Prin el, alegătorul își manifestă incapacitatea sau refuzul de a efectua o alegere între variantele care i se oferă. El se prezintă la secția de vot, arătându-și prin aceasta interesul pentru actul electoral, dar refuză să facă o alegere – fie pentru că niciunul dintre candidați nu i se pare că ar merita votul, fie că, în cazul unui referendum, întrebarea i se pare irelevantă sau incorectă. Practic, alegătorul se deplasează la secția de vot pentru a îndeplini o datorie civică, dar nu dorește să aleagă „răul cel mai mic”.

## Confuzie
Nu trebuie făcură confuzia între „abstenționism”, care presupune neexercitarea unui drept de vot, și absenteism, care se referă la neîndeplinirea unei datorii.